# العلاقات اليمنية البوروندية
العلاقات اليمنية البوروندية هي العلاقات الثنائية التي تجمع بين اليمن وبوروندي.

## مقارنة بين البلدين
هذه مقارنة عامة ومرجعية للدولتين:
| وجه المقارنة                                              | اليمن         | بوروندي                                    |
| --------------------------------------------------------- | ------------- | ------------------------------------------ |
| المساحة (كم2)                                             | 555.00 ألف    | 27.83 ألف                                  |
| عدد السكان (نسمة)                                         | 28.25 مليون   | 10.86 مليون                                |
| الكثافة السكانية (ن./كم²)                                 | 50.9          | 390.23                                     |
| العاصمة                                                   | صنعاء، عدن    | بوجومبورا، جيتيغا                          |
| اللغة الرسمية                                             | اللغة العربية | اللغة الكيروندية، لغة فرنسية، لغة إنجليزية |
| العملة                                                    | ريال يمني     | فرنك بوروندي                               |
| الناتج المحلي الإجمالي (بليون دولار)                      | 18.21 مليار   | 3.48 مليار                                 |
| الناتج المحلي الإجمالي (تعادل القوة الشرائية) بليون دولار | 75.69 مليار   | 8.13 مليار                                 |
| الناتج المحلي الإجمالي الاسمي للفرد دولار أمريكي          | 1.41 ألف      | 277                                        |
| الناتج المحلي الإجمالي للفرد دولار أمريكي                 |               | 77                                         |
| مؤشر التنمية البشرية                                      | 0.498         | 0.400                                      |
| رمز المكالمات الدولي                                      | +967          | +257                                       |
| رمز الإنترنت                                              | .ye           | .bi                                        |
| المنطقة الزمنية                                           | ت ع م+03:00   | ت ع م+02:00                                |

## منظمات دولية مشتركة
يشترك البلدان في عضوية مجموعة من المنظمات الدولية، منها:
| علم المنظمة | اسم المنظمة                                                | تاريخ انضمام اليمن | تاريخ انضمام بوروندي |
| ----------- | ---------------------------------------------------------- | ------------------ | -------------------- |
|             | يونسكو                                                     | 2 أبريل 1962       | 16 نوفمبر 1962       |
|             | مؤسسة التمويل الدولية                                      | 22 مايو 1970       | 28 نوفمبر 1979       |
|             | المركز الدولي لتسوية المنازعات الاستشارية                  | 20 نوفمبر 2004     | 5 ديسمبر 1969        |
|             | منظمة حظر الأسلحة الكيميائية                               | ?                  | ?                    |
|             | مؤسسة التنمية الدولية                                      | 22 مايو 1970       | 28 سبتمبر 1963       |
|             | وكالة ضمان الاستثمار متعدد الأطراف                         | 12 مارس 1996       | 10 مارس 1998         |
|             | الاتحاد البريدي العالمي                                    | ?                  | ?                    |
|             | الاتحاد الدولي للاتصالات                                   | 1931               | 16 فبراير 1963       |
|             | منظمة الشرطة الجنائية الدولية                              | ?                  | ?                    |
|             | الأمم المتحدة                                              | 30 سبتمبر 1947     | 18 سبتمبر 1962       |
|             | البنك الدولي للإنشاء والتعمير                              | 3 أكتوبر 1969      | 28 سبتمبر 1963       |
|             | العملية المشتركة للاتحاد الأفريقي والأمم المتحدة في دارفور | ?                  | ?                    |